# كارلوس فالفيردي (لاعب كرة قدم)
كارلوس فالفيردي (بالإسبانية: Carlos Javier Valverde Doblado) هو لاعب كرة قدم إسباني في مركز نصف الجناح، ولد في 19 فبراير 1985 في أوتررا في إسبانيا. لعب مع نادي كونكينسي.

## وصلات خارجية
- كارلوس فالفيردي (لاعب كرة قدم) على موقع قاعدة بيانات كرة القدم.إي يو (الإنجليزية)
- كارلوس فالفيردي (لاعب كرة قدم) على موقع Soccerway.com (الإنجليزية)